# Себряковский цементный завод
Себряковский цементный завод имени П. А. Юдина — советское и впоследствии российское предприятие цементной промышленности в городе Михайловке Волгоградской области, расположенное рядом с железнодорожной станцией Себряково.
Постановление о строительстве завода было принято в 1946 году, строительство началось в марте 1949-го и закончилось в декабре 1953 года, когда завод был введён в действие. В 1956 году на нём были установлены 4 сушильных барабана размерами 2,2 × 15,4 м, 3 цементных мельницы размерами 2,6 × 13 м и введена в эксплуатацию четвёртая вращающаяся печь. В 1957 году ему было присвоено имя П. А. Юдина, бывшего министра промышленности строительных материалов СССР. Продукцией завода являлись шлакопортландцемент марки 300 (M300) и портландцемент марок 400 (M400) и 500 (M500). В 1960-е годы масштабы производства были расширены: на заводе были введены в эксплуатацию три новых технологических линии с новейшим на тот период времени оборудованием. В 1960 году предприятие стало именоваться предприятием коммунистического труда, в 1966 году было награждено орденом Ленина, в 1968 году были запущены седьмая по счёту технологическая линия и пятая вращающаяся печь. В 1972 году на заводе была внедрена разработанная специально для него автоматизированная система управления (АСУ) под названием «Цемент-1».
В советское время завод был крупным промышленным предприятием, одним из главных заводов цементной промышленности не только в СССР, но и во всём СЭВ, отличался высоким уровнем автоматизации и механизации производства и значительными темпами развития: если в 1954 году завод выпускал 600 тысяч тонн цемента в год, то по состоянию на 1974 год — уже 2930 тысяч тонн, а годовая производительность достигала 2300 тонн на одного рабочего.
В декабре 1992 года завод был приватизирован, на его базе возникло существующее до сих пор ОАО «Себряковцемент», которое считается одним из крупнейших производителей цемента в России; в частности, по одной из оценок, в 2010 году на его долю приходилось 6,6% цементной продукции, выпускаемой в современной России, согласно другой — 7 % в 2012 году.
Современная продукция по-прежнему включает портландцемент различных марок, в том числе для производства асбестоцементных изделий. В 2003 году завод отмечен как «Лидер строительного комплекса России»; высокую оценку деятельности и места завода в современной российской промышленности строительных материалов дал в 2006 году научно-технический и производственный журнал «Горная промышленность». Ранее продукция предприятия экспортировалась в большинство стран СЭВ, а также Иран и Сирию, ныне экспортируется в Азербайджан и Казахстан.